# Слабинюк, Пётр Афанасьевич
Пётр Афанасьевич Слабинюк (1918 — 10.11.1943) — комсорг 286-го гвардейского зенитного артиллерийского полка 6-го гвардейского танкового корпуса 3-й гвардейской танковой армии 1-го Украинского фронта, гвардии старшина. Герой Советского Союза.

## Биография
Родился в 1918 году в селе Крупичполе ныне Ичнянского района Черниговской области. Украинец. Член КПСС с 1939 года. После окончания школы жил в Киеве. Работал на одном из киевских заводов.
В 1938 году призван в ряды Красной Армии. В боях Великой Отечественной войны с июля 1941 года. Воевал на 1-м Украинском фронте.
В начале ноября 1943 года шли ожесточённые бои на подступах к Киеву. 10 ноября 1943 года орудия 286-го зенитного полка вели огонь по пехоте и танкам противника. Комсорг полка старшина Пётр Слабинюк, лицом к лицу с врагом, на самом передовом рубеже, корректировал огонь батарей. При наступлении врага вызвал огонь на себя, в результате чего получил серьёзные ранения. Вечером 10 ноября 1943 года скончался. Похоронен в Фастове.
Представлен к награждению посмертно званием Героя Советского Союза за мужество и героизм, проявленные при отражении атаки врага на подступах к Фастову. Указом Президиума Верховного Совета СССР «О присвоении звания Героя Советского Союза офицерскому и сержантскому составу артиллерии Красной Армии» от 9 февраля 1944 года за «образцовое выполнение боевых заданий командования на фронте борьбы с немецкими захватчиками и проявленные при этом отвагу и геройство» удостоен звания Героя Советского Союза. Награждён также орденом Ленина.
Память
В Фастове Герою установлена мемориальная доска. Именем Героя названа улица в селе Крупичполе.